# Бета-тестирование
Бе́та-тести́рование (англ. beta testing) — интенсивное использование почти готовой версии продукта (как правило, программного или аппаратного обеспечения) с целью выявления максимального числа ошибок в его работе для их последующего устранения перед окончательным выходом продукта на рынок, к массовому потребителю.
В отличие от альфа-тестирования, проводимого силами штатных разработчиков или тестировщиков, бета-тестирование предполагает привлечение добровольцев из числа обычных будущих пользователей продукта, которым доступна предварительная версия продукта (так называемая бета-версия).
Такими добровольцами (их называют бета-тестерами) часто движет любопытство к новому продукту — любопытство, ради удовлетворения которого они вполне согласны мириться с возможностью испытать последствия ещё не найденных (а потому и не исправленных) ошибок. Кроме любопытства, мотивация может быть обусловлена желанием повлиять на процесс разработки и в итоге получать более удовлетворяющий их нужды продукт и многим другим.
Кроме того, открытие бета-тестирования может использоваться как часть стратегии продвижения продукта на рынок (например, бесплатная раздача бета-версий позволяет привлечь широкое внимание потребителей к окончательной дорогостоящей версии продукта), а также для получения предварительных отзывов о нём от широкого круга будущих пользователей.
Бета-версия не является финальной версией продукта, поэтому разработчик не гарантирует полного отсутствия ошибок, которые могут нарушить работу компьютера и/или привести к потере данных. Хотя и в финальных версиях таких гарантий разработчики, как правило, не дают.
Кроме программного и аппаратного обеспечения понятие бета-версия в последнее время часто применяется к сайтам либо к их определённым разделам или функциям. При этом в большинстве случаев бета-тестирование является открытым, а доработки производятся в процессе функционирования сайта. Бета-тестирование может быть открытым и закрытым, когда программу тестируют только разработчики или пользователи по приглашениям.